# Радимичи
Ради́мичи — летописное объединение IX—XII веков, традиционно считающееся славянским племенем или племенным союзом. Согласно летописному преданию, «… были же радимичи от рода ляхов, пришли и поселились тут и платят дань Руси, повоз везут и доныне» (повоз — вид налога за право иметь своего князя). Однако в научной литературе единого мнения относительно этнической принадлежности радимичей нет. Археологические данные указывают, что данное племенное объединение имело смешанное, славяно-балтское происхождение.
Проживали радимичи в междуречье верхнего Днепра и Десны по течению Сожа и его притоков (юг Витебской, восток Могилёвской и Гомельской областей современной Беларуси, запад Брянской и юго-запад Смоленской области России). Письменные свидетельства о радимичах приходятся на период с 885 по 1169 год.

## Летописные свидетельства
Согласно летописям, название происходит от имени вождя Радим, во главе с которым радимичи, якобы пришли из пропольских (ляшских) земель. Место расселения радимичей — бассейн Сожа. В «Повести временных лет» сказано: «… и пришедъша седоста Радимъ на Съжю, и прозвашася радимичи».
В летописном перечне княжений радимичей нет. Однако из других мест летописей понятно, что радимичи управлялись племенными вождями, имели своё войско и до последних десятилетий X века сохраняли самостоятельность.
В 885 году киевский князь Олег установил свою власть над радимичами и обязал их платить ему дань, раннее уплачиваемую хазарам:
И посла к радимичем, река: «Кому дань даеть?» Они же рѣша: «Козаромъ». И рече имъ Олегъ: «Не дайте козаромъ, но мнѣ давайте». И даша Олгови по щълоягу, якоже и козаром даяху. И бѣ Олегъ обладав поляны, и деревляны, и сѣверяны, и радимичи, а съ уличи и тиверци имѣша рать.
В 907 году в составе войска Олега радимичи участвовали в легендарном походе на Царьград:
Иде Олегъ на Грекы. Игоря остави въ Киевѣ, поя множество варягъ, и словенъ, и чюд(и), и словене, и кривичи, и мерю, и деревляны, и радимичи, и поляны, и сѣверо, и вятич(и), и хорваты, и дулѣбы, и тиверци, яже сут(ь) толковины: си вси звахутьс(я) от грекъ Великая Скуф(ь).
Спустя некоторое время радимичи освободились от власти киевских князей, но в 984 году состоялся новый поход на радимичей. Воевода киевского князя Владимира Святославовича Волчий Хвост встретился с войском радимичей на притоке Сожа реке Пищань у Пропошеска (нынешний Славгород). Радимичи были разбиты. Их земли оказались в составе Киевской Руси. Впоследствии территория радимичей вошла в границы Черниговского и отчасти Смоленского княжеств. Последний раз радимичи упоминаются в летописях под 1169 годом.
К XII веку относятся письменные сведения о городах радимичей — Кричеве (Кречют, 1136), Пропойске (Прапошаск, 1136), Гомеле (Гомий, 1142), Рогачёве (1142) и Чечерске (1159), Вщиже, Воробьине, Ропейске, Стародубе.

## Археология
В связи с явным недостатком письменных источников изучение радимичей невозможно без привлечения широкого круга вещественных источников. Наиболее продуктивными в этом плане являются археологические исследования древних курганов. В XIX веке раскопками курганов радимичей занимались: Н. М. Турбин, А. С. Уваров, М. М. Филонов, Е. Р. Романов, Д. Я. Самоквасов, П. М. Еременко, В. Б. Антонович, М. В. Фурсов, С. Ю. Чоловский и В. И. Сизов.
Предшественниками радимичей в Посожье были носители колочинской археологической культуры.
В первой половине XX века исследования курганов кривичей вели такие исследователи как С. М. Соколовский, И. Х. Ющенко, И. А. Сербов, К. М. Поликарпович, С. А. Дубинский, С. Х. Бобрыкин, С. С. Деев и П. С. Ткачевский. Во второй половине — Ф. М. Заверняев, В. А. Падин, И. И. Артеменко, Г. Ф. Соловьева, Я. Г. Риер и В. В. Богомольников. Так, например, В. А. Падин исследовал радимичско-северский Кветунский могильник.
В XIX веке было обнаружено, что в Посожье очень плотно сконцентрированы семилучевые височные кольца, считающиеся основным этноопределяющим признаком радимичей.
В 1932 году была издана монография Б. А. Рыбакова, в которой радимичские курганы и их вещевые инвентари получили научную систематизацию. Кроме того, Рыбаков очертил область расселения радимичей и показал хронологическую эволюцию радимичских курганов.
Если судить по распространению семилучевых височных колец, то радимичская территория в X—XII веках занимала в основном бассейн нижнего и верхнего Сожа и междуречье Сожа и Днепра. Поречье Днепра было пограничьем радимичей с дреговичами. При этом заметно проникновение дреговичей на территорию соседей. На юго-востоке радимичи соседили с северянами, граница с которыми проходила в междуречье Сожа и Десны. Только в отдельных местах ареал радимичей достигал Десны, и на её левых притоках они соприкасались с вятичами или северянами.
На территории радимичей курганы с захоронениями по обряду трупосожжения немногочисленны. Основная часть их находится по берегам крупных рек — Сожа, Ипути и Беседи. Особенностью радимичского ареала является резкое преобладание курганов с трупосожжением на месте. При этом сожжение производилось в большинстве случаев не на горизонте, а на так называемой подсыпке. Г. В. Соловьева высказала предположение, что курганы с трупосожжением в насыпи можно считать специфически радимическими. Однако подобные насыпи встречены и за пределами радимичского ареала. Известны и радимичские курганы с трупосожжениями на горизонте.
Размеры погребальных костров обычно имеют овальнокруглые очертания. Кальцинированные кости часто оставляли нетронутыми. В таких курганах можно видеть, что умерших клали на костер в направлении запад — восток. Однако определить, в какую сторону была направлена голова умершего, не удается. Только в одном кургане исследователям удалось определить восточную ориентировку трупа. Строение погребальных кострищ напоминает теремки-домовины. В радимичских курганах открыты и настоящие домовины.
В радимичской земле зафиксировано несколько случаев неполного трупосожжения. В таких курганах известна как западная, так и восточная ориентировка умерших. Датировать их невозможно ввиду отсутствия вещей при погребениях.
Большинство курганов с сожжением лишено вещей. По-видимому, предметы украшений обычно сгорали на погребальных кострах. Определить точную дату радимичских курганов с трупосожжениями очень трудно. Аналогичные курганы в других местах обычно датируют IX—X веками. Никаких материалов для датировки их более ранним временем в распоряжении исследователей нет. Раскопанные Г. Ф. Соловьевой курганы в Демьянках по бочонкообразным позолоченным и посеребренным бусинам относятся к X веку.
В последней трети X века в земле радимичей появляются первые захоронения по обряду трупоположения. Такие курганы более или менее распространены на всей территории радимичей. На месте, выбранном для сооружения кургана, разжигали костер. По-видимому, это реликт обряда кремации умерших. От таких костров в основаниях курганов оставался слой золы и мелких угольков. Такое кольцо, называемое исследователями «огненным кругом», составляет специфическую особенность радимичских курганов. Г. Ф. Соловьева считает, что «огненные кольца» относятся к X—XII векам и характерны для насыпей с трупоположениями.
Обычай устраивать ритуальные костры на месте захоронений бытовал в XI—XII веках. Но уже на рубеже XI и XII веков появляются курганы без остатков кострищ. Погребения в грунтовых ямах немногочисленны.
Рыбаков на основе находок монет датировал курганы с трупоположениями на горизонте XI—XII веками, а курганы с захоронениями в ямах — в основном XII веком. Согласен с такой датировкой и В. В. Седов.
Положение умерших в радимичских курганах преимущественно с ориентировкой головой на запад, хотя захоронения с ориентировкой умершего головой за восток также не редки. В парных погребениях умершие, как правило, ориентированы в противоположных направлениях: мужчины — головой на восток, женщины — на запад. Очень редко встречаются женщины, погребенные головой к востоку. Трупоположения с северной ориентировкой в курганах радимичей встречены всего дважды. Такой обряд связывают с финно-уграми.
Радимичский курганный инвентарь довольно многообразен, но большинство предметов имеет множество аналогий в курганах других общностей. Собственно радимичскими, как уже говорилось, являются семилучевые височные кольца. Щитки у них гладкие или орнаментированные дугообразными полосками. Исследователями замечено, что ранние височные кольца имеют более богатую орнаментацию, поздние — чаще лишены узоров. Семилучевые украшения носили по одному или по нескольку на каждом виске. Ещё П. М. Еременко заметил, что при раскопках их обнаруживают «продетыми через полоску кожи, на одинаковом расстоянии, одно ниже другого».
Встречаются в радимичских курганах и захоронения с исключительно перстнеобразными височными кольцами, а в кургане близ деревни Шапчицы вместе с пятью семилучевыми украшениями найден фрагмент проволочного завязанного кольца.
Шейные гривны обычно не встречаются у волынян, полян, древлян и дреговичей, зато достаточно обычны в землях радимичей. Ближайшие и многочисленные аналогии эти украшения находят в древностях Латвии и Литвы. Балтские прототипы имеет также шейная гривна с заходящими многогранными концами из кургана близ села Луговец. Балтское происхождение имеют также звездообразные (лучистые) пряжки, костяные привески в виде уточек, бронзовые спиральки, змееголовые браслеты и другие предметы, найденные в радимичских курганах.
В радимичских курганах XI—XII веков балтские элементы (восточная ориентировка, украшения) обнаруживаются в большем количестве, чем в ареалах других летописных общностей. Сей факт может свидетельствовать о меньшем влияний славян или их более поздним приходом на эти земли.

## Происхождение
«Повесть временных лет» сообщает о ляшском происхождении радимичей: «… радимичи бо… от ляховъ» и «Быша же радимичи от рода ляховъ; прешедъше ту ся вселиша, и платять, дань Руси». Эти слова летописца оказали большое влияние на многих исследователей. Средневековые польские хронисты — Ян Длугош, Мацей Стрыйковский и другие, а также историки XVIII и XIX веков безоговорочно признавали польское происхождение радимичей.
А. А. Шахматов пытался подкрепить летописное сообщение о ляшском происхождением радимичей лингвистическими данными, ссылаясь на то, что область радимичей принадлежит ныне к территории белорусского языка, в котором имеется много совпадений с польским.
Однако Е. Ф. Карский высказался против теории ляшского происхождения радимичей, показав самостоятельное развитие тех особенностей белорусского языка, которые сближают его с польским. По мнению Карского, летописное сообщение о ляшском происхождении радимичей свидетельствует не о том, что они были ляшским племенем, а о том, что они переселились на Сож из более западных регионов, где соседили с ляшскими племенами. Это мнение поддержал и Любор Нидерле, считавший первоначальной областью радимичей бассейны Буга и Нарева.
Неоднократно делались попытки определить область, из которой радимичи пришли на Сож при помощи картографирования топонимов с основой рад-. Однако такие топонимы, видимо, происходят от антропонима Радим, распространённого на куда большей территории, чем определяемые регионы.
На основе данных гидронимики удалось установить некоторое сходство гидронимов Посожья с гидронимами небольшого участка Верхнего Поднестровья. Именно регион Верхнего Поднестровья и является, по мнению некоторых историков, той областью, из которой радимичи переселились в бассейн Сожа.
Связь между радимичами и дорадимичским населением Посожья, наблюдаемая как в предметах материальной культуры, так и в обрядах, позволяет предположить, что пришлые славяне ощутили здесь влияние балтского населения. Также возможно сделать предположение о небольшой численности пришлых славян.
В. В. Иванов и В. Н. Топоров сопоставляли основу этнонима радимичи с иранской скифской основой radam- из иранского fratama- < *pratama- «первый», употреблявшейся в скифских царских именах (Radam-furt-, Radam-sad-, Radam-as-, Radam-mizda- и др.). Г. В. Вернадский выводил название радимичи из осет. рад — «порядок», «линия», осет. радомун, радӕмун — «смирять», «покорять». Г. А. Хабургаев считал, что термин «радимичи» был образован от исторически более раннего названия балтской этнической общности, которая была славянизирована к IX—X векам.
Летопись сообщает о происхождении радимичей от легендарной личности Радима: «…радимичи бо и вятичи от ляхов. Бяста бо 2 брата в лясех, — Радим, а другий Вятко, — и пришедъша седоста Радимъ на Съжю, и прозвашася радимичи…». Некоторые современные авторы полагают, что эта легенда скорее отражает библейское мировоззрение автора, чем реальный исторический факт.